# مو (لباس)

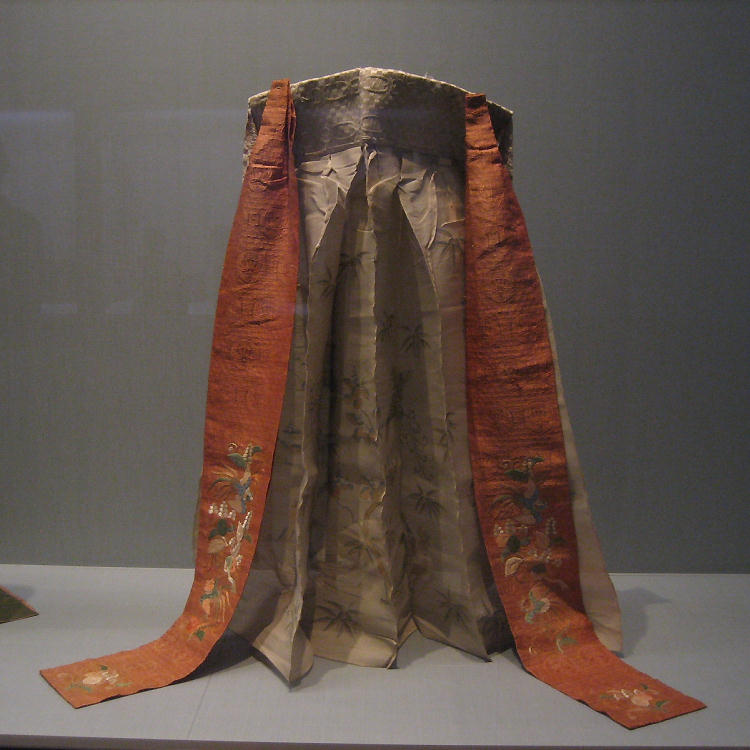

المو أو عباءة المو (باليابانية: 裳) هي أحد الطبقات التي يتشكل منها جونيهيتويه أحد أنواع الكيمونو الياباني التقليدي. يتألف المو من حزام عند الخصر مؤلف من حبلين، ولوحة عند الظهر تشبه لوحة الهاكاما الظهرية، مربوط بخيطين إلى الخلف من الظهر بشكل مشابه للتنورة.